# Pušovce
Pušovce (in ungherese Pósfalva) è un comune della Slovacchia facente parte del distretto di Prešov, nella regione omonima.